# بنك المنشآت الصغيرة والمتوسطة
بنك المنشآت الصغيرة والمتوسطة هو بنك حكومي سعودي أنشئ بقرار مجلس الوزراء رقم 376 بتاريخ 16 فبراير 2021. ويرأس مجلس إدارته يوسف البنيان من 16 فبرير 2023م. بهدف تمويل قطاع المنشآت الصغيرة والمتوسطة في المملكة ودعمه وتنميته ورعايته ورفع إنتاجية هذه المنشآت وزيادة مساهمتها في الناتج المحلي الإجمالي من 20% إلى 35% بحلول عام 2030م.